# Horacio Terra Gallinal

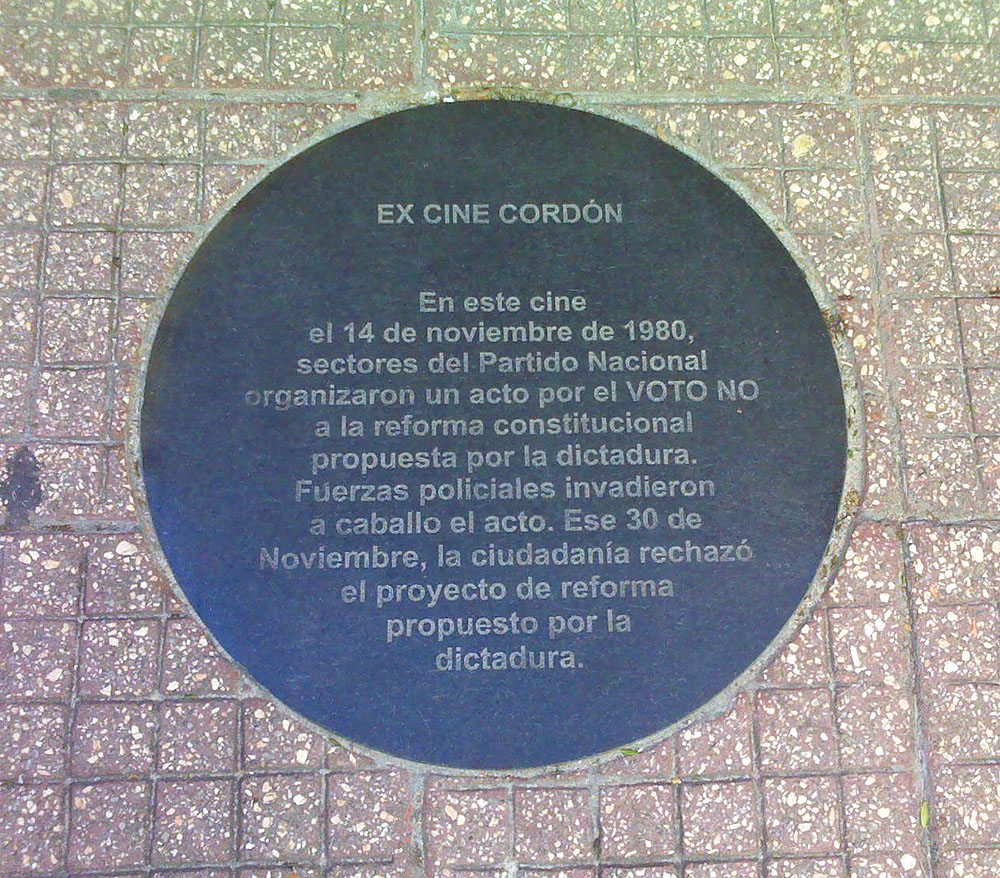
Marca de la memoria frente al local del excine Cordón, en conmemoración del acto del 14 de noviembre de 1980.

Horacio Terra Gallinal (Montevideo, 15 de julio de 1922-Montevideo, 2 de mayo de 2016) fue un político uruguayo, perteneciente al partido Nacional, de destacada actuación en la lucha contra la dictadura cívico-militar en Uruguay (1973-1985).

## Biografía
Sus padres fueron el arquitecto Horacio Terra Arocena y Margarita Gallinal Carbajal. Fue el mayor de siete hermanos, entre ellos Juan Pablo Terra. Cursó enseñanza primaria y secundaria en el colegio Sagrada Familia y en el IAVA. En 1948 egresó como ingeniero agrónomo de la facultad de Agronomía.
En 1949 se casó con Marú Meregalli, madre de sus siete hijos, y se radicó en Paysandú donde trabajó como agrónomo. Integró el directorio de la Cooperativa Agropecuaria de Young (Cadyl) y, a iniciativa suya, se levantó la primera planta de silos de Uruguay. Mientras ocupaba la secretaría de la cooperativa, conoció al por entonces ministro de Ganadería Wilson Ferreira Aldunate. Con los años se convertiría en uno de los hombres de confianza de Wilson y en uno de los principales dirigentes wilsonistas.
Fue presidente de la Sociedad Rural de Río Negro e integró el directorio de la Federación Rural durante varios años.
Militó en la Unión Cívica junto a su padre y después integró el Partido Demócrata Cristiano, liderado por su hermano Juan Pablo, hasta que este partido se integró el Frente Amplio. A partir de ese momento, se integró al Movimiento Por la Patria, del partido Nacional.
Opositor a la dictadura cívico-militar en Uruguay (1973-1985), estuvo detenido varias veces. En 1973 organizó una visita clandestina de Wilson, en un vuelo desde Buenos Aires a Young. Fue uno de los organizadores y participantes del acto del cine Cordón del 14 de noviembre de 1980, a favor del voto al no en el plebiscito constitucional de 1980 que se llevó a cabo pocos días después, el 30 de noviembre. El acto fue invadido por policías a caballo. También fue uno de los oradores en las elecciones internas de 1982.
En 1985, al regreso de la democracia, fue designado embajador de Uruguay en Francia, hasta 1990. Fue presidente del Instituto Nacional de Colonización, durante el gobierno de Luis Alberto Lacalle.
Integró la editorial Por la Patria y fue uno de los fundadores del semanario La Democracia, al que también dirigió.
Falleció en Montevideo, el 2 de mayo de 2016, a los 93 años.